# Nguyễn Trung Hanh
Nguyễn Trung Hanh (? – ?), bí danh là Phượp, là một nhà cách mạng Việt Nam, nguyên Bí thư Tỉnh ủy Mỹ Tho của Đảng Cộng sản Đông Dương.

## Cuộc đời
Nguyễn Trung Hanh sinh ra ở tỉnh Nghệ An. Năm 1930, ông gia nhập Đảng Cộng sản Việt Nam.
Từ tháng 2 đến tháng 4 năm 1931, ông được bầu làm Bí thư Tỉnh ủy thay cho Nguyễn Thiệu.
Ông bị thực dân Pháp bắt giữ và tra tấn đến chết, không rõ thời gian nào.